# تایرا فرل
تایرا فرل (انگلیسی: Tyra Ferrell؛ زادهٔ ۲۸ ژانویهٔ ۱۹۶۲) هنرپیشه اهل ایالات متحده آمریکا است.

## بخشی از فیلمشناسی
از فیلم‌ها یا برنامه‌های تلویزیونی که وی در آن نقش داشته‌است می‌توان به آثار زیر اشاره کرد.
- مراقب باش خانم (۱۹۸۷)
- کوئین توانا (فیلم) (۱۹۸۹)
- جن‌گیر ۳ (۱۹۹۰)
- تب جنگل (۱۹۹۱)
- پسرا تو محله (۱۹۹۱)
- مردان سفید نمی‌توانند بپرند (۱۹۹۲)
- اعتدالین (فیلم ۱۹۹۲) (۱۹۹۲)
- عدالت شاعرانه (۱۹۹۳)
- بالاترین نمره (۲۰۰۴)
- منطقه نیمه‌روشن (سری تلویزیونی ۱۹۸۵) (۱۹۸۵)
- بخش فوریت‌های پزشکی (مجموعه تلویزیونی) (۱۹۹۴)
- نسخه اولیه (مجموعه تلویزیونی) (۱۹۹۷)
- امپراتوری (مجموعه تلویزیونی) (۲۰۱۵)
- داستان‌ها (مجموعه تلویزیونی) (۲۰۱۷)